# Microdon limbinervis
Microdon limbinervis är en tvåvingeart som beskrevs av Meijere 1908. Microdon limbinervis ingår i släktet myrblomflugor, och familjen blomflugor. Inga underarter finns listade i Catalogue of Life.